# Discografia de Muse
A discografia completa do Muse, uma banda inglesa de rock alternativo, consiste de nove álbuns de estúdio, dois álbuns ao vivo, uma coletânea, cinco extended plays (EPs), três álbuns de vídeo, um box set, três demos e quarenta e quatro singles.
A banda lançou seu álbum de estreia, Showbiz, em 1999. O disco chegou a figurar no top 30 do Reino Unido (UK) e na Austrália. Cinco singles foram lançados deste disco, sendo a canção "Unintended" a que mais bem se posicionou nas paradas (#20).
O segundo álbum do grupo Muse foi Origin of Symmetry, lançado em 2001. Muito mais bem sucedido que seu antecessor, o álbum chegou a posição #3 na Inglaterra, onde recebeu a certificação de platina dupla, após vender mais 300 mil cópias em solo britânico. "Plug In Baby", o primeiro single, chegou a posição #11 no Reino Unido sendo então seguido por outro single de sucesso, "New Born", que acabou chegando numa posição um pouco inferior. Um ano depois, a banda Muse lançou sua primeira coletânea, Hullabaloo Soundtrack, que continha uma compilação de B-sides e uma performance ao vivo da banda em Le Zénith, França, em outubro de 2001. Este disco chegou a posição #10 no UK. Em 2003, a banda lançou Absolution, que se tornou o primeiro álbum a chegar a posição #1 no UK Albums Chart. Depois de Absolution veio um dos álbuns mais bem sucedidos da banda; Black Holes & Revelations ocupou a posição #1 em quatro países e se tornou o primeiro CD do grupo a chegar no Top 100 da Billboard 200 dos Estados Unidos, onde figurou na posição #9 daquele país. A canção "Supermassive Black Hole" foi o primeiro single e se tornou também um dos singles mais bem sucedidos do grupo na Grã-Bretanha, chegando a posição #4 nas paradas de sucesso.
Em 2008, a banda lançou seu primeiro álbum ao vivo em formato CD/DVD. O disco intitulado HAARP mostra duas performances da banda para um público de 150 mil pagantes no Wembley Stadium em 16 e 17 de junho de 2007. O álbum chegou a posição n° 2 no Reino Unido e na Nova Zelândia, e foi certificado como disco de ouro pela BPI. Veio então o disco The Resistance, lançado em 14 de setembro de 2009. O primeiro single deste trabalho foi a canção "Uprising" e é um dos singles mais bem sucedidos da banda nos Estados Unidos, chegando a posição n° 37 nas paradas da Billboard Hot 100. Em outubro de 2012, o Muse lançou seu sexto álbum de estúdio intitulado The 2nd Law. O disco foi um sucesso de público e crítica. O oitavo álbum, lançado em 2018, foi intitulado Simulation Theory, e o nono disco, Will of the People, foi lançado em 2022, e ambos foram um sucesso de vendas, alcançando a primeira posição nas paradas britânicas.
Até 2022, Muse já tinha vendido mais de trinta milhões de cópias pelo mundo.

## Álbuns de estúdio
| Ano                                                              | Detalhes | Posição nas Paradas | Posição nas Paradas | Posição nas Paradas | Posição nas Paradas | Posição nas Paradas | Posição nas Paradas | Posição nas Paradas | Posição nas Paradas | Posição nas Paradas | Posição nas Paradas | Posição nas Paradas | Posição nas Paradas | Posição nas Paradas | Posição nas Paradas | Posição nas Paradas | Posição nas Paradas | Posição nas Paradas | Posição nas Paradas | Certificações (Vendas) |
| Ano                                                              | Detalhes | UK                  | AUS                 | AUT                 | DIN                 | FIN                 | FRA                 | IRL                 | ITA                 | JPN                 | HOL                 | BEL                 | NOR                 | NZ                  | POR                 | ESP                 | SUE                 | SUI                 | EUA                 | Certificações (Vendas) |
| ---------------------------------------------------------------- | --- | ------------------- | ------------------- | ------------------- | ------------------- | ------------------- | ------------------- | ------------------- | ------------------- | ------------------- | ------------------- | ------------------- | ------------------- | ------------------- | ------------------- | ------------------- | ------------------- | ------------------- | ------------------- | ---------------------- |
| 1999                                                             | Showbiz - Lançamento: 7 de setembro de 1999 - Gravadores: Taste Media/Mushroom Records - Formatas: CD, 2LP, Fita cassete, MD           | 29                  | 28                  | —                   | —                   | —                   | 59                  | 46                  | —                   | 69                  | 53                  | 29                  | 38                  | —                   | —                   | —                   | —                   | —                   | —                   | - AUS: Ouro            |
| 2001                                                             | Origin of Symmetry - Lançamento: 18 de junho de 2001 - Gravadora: Taste/Mushroom - Formatos: CD, 2LP, CS, MD                           | 3                   | 22                  | 7                   | —                   | 30                  | 2                   | 3                   | 5                   | 20                  | 19                  | 9                   | 11                  | 43                  | —                   | —                   | —                   | 14                  | 161                 | - AUS: Platina         |
| 2003                                                             | Absolution - Lançamento: 15 de setembro de 2003 - Gravadora: Taste/East West - Formatos: CD, CD+DVD, 2LP, CS                           | 1                   | 21                  | 5                   | 28                  | 12                  | 1                   | 3                   | 4                   | 28                  | 2                   | 7                   | 5                   | 17                  | 7                   | —                   | —                   | 3                   | 107                 | - EUA: Platina         |
| 2006                                                             | Black Holes and Revelations - Lançamento: 3 de julho de 2006 - Gravadora: Warner Bros., Helium-3 - Formato: CD, CD+DVD, 2LP, CS        | 1                   | 1                   | 4                   | 5                   | 3                   | 2                   | 1                   | 2                   | 11                  | 2                   | 1                   | 6                   | 6                   | 17                  | 20                  | 15                  | 1                   | 9                   | - EUA: Platina         |
| 2009                                                             | The Resistance - Lançamento: 14 de setembro de 2009 - Gravadora: Warner Bros., Helium-3 - Formatos: CD, CD+DVD, 2LP, DL, CD+DVD+2LP+DL | 1                   | 1                   | 1                   | 1                   | 4                   | 1                   | 1                   | 1                   | 2                   | 1                   | 1                   | 1                   | 1                   | 2                   | 2                   | 8                   | 1                   | 3                   | - EUA: Platina         |
| 2012                                                             | The 2nd Law - Lançamento: 28 de setembro de 2012 - Gravadora: Warner Bros., Helium-3 - Formatos: CD, LP, download digital              | 1                   | 2                   | 1                   | 1                   | 1                   | 1                   | 2                   | 1                   | 5                   | 1                   | 1                   | 1                   | 1                   | 1                   | 2                   | 6                   | 1                   | 2                   | - EUA: Ouro            |
| 2015                                                             | Drones - Lançamento: 5 de junho de 2015 - Gravadora: Warner Bros., Helium-3 - Formatos: CD, LP, download digital                       | 1                   | 1                   | 2                   | 1                   | 1                   | 1                   | 1                   | 2                   | 5                   | 1                   | 2                   | 1                   | 1                   | 1                   | 3                   | 2                   | 1                   | 1                   | - FRA: 2× platina      |
| 2018                                                             | Simulation Theory - Lançamento: 9 de novembro de 2018 - Gravadora: Warner Bros., Helium-3 - Formatos: CD, LP, download digital         | 1                   | 7                   | 3                   | 16                  | 3                   | 3                   | 5                   | 2                   | 15                  | 1                   | 1                   | 17                  | 4                   | 2                   | 4                   | 17                  | 1                   | 12                  | - FRA: Platina         |
| 2022                                                             | Will of the People - Lançamento: 26 de agosto de 2022 - Gravadora: Warner Bros., Helium-3 - Formatos: CD, LP, download digital         | 1                   | 1                   | 1                   | 18                  | 2                   | 1                   | 2                   | 1                   | 15                  | 2                   | 2                   | 16                  | 1                   | 1                   | 2                   | 27                  | 1                   | 15                  | - FRA: Platina         |
| "—" Denota que a canção não entrou na tabela musical deste país. | |                     |                     |                     |                     |                     |                     |                     |                     |                     |                     |                     |                     |                     |                     |                     |                     |                     |                     |                        |

## Álbuns ao vivo
| Ano  | Detalhes | Posição nas Paradas | Posição nas Paradas | Posição nas Paradas | Posição nas Paradas | Posição nas Paradas | Posição nas Paradas | Posição nas Paradas | Posição nas Paradas | Posição nas Paradas | Posição nas Paradas | Posição nas Paradas | Posição nas Paradas | Posição nas Paradas | Posição nas Paradas | Posição nas Paradas | Posição nas Paradas | Posição nas Paradas | Certificações                         |
| Ano  | Detalhes | UK                  | AUT                 | DIN                 | FIN                 | FRA                 | IRL                 | ITA                 | JPN                 | MEX                 | HOL                 | NOR                 | NZ                  | POR                 | ESP                 | SUE                 | SUI                 | EUA                 | Certificações                         |
| ---- | --- | ------------------- | ------------------- | ------------------- | ------------------- | ------------------- | ------------------- | ------------------- | ------------------- | ------------------- | ------------------- | ------------------- | ------------------- | ------------------- | ------------------- | ------------------- | ------------------- | ------------------- | ------------------------------------- |
| 2008 | HAARP - Lançamento: 17 de março de 2008 - Gravadora: Helium 3 - Formato: CD+DVD, download digital                                         | 2                   | 21                  | 12                  | 9                   | 3                   | 5                   | 5                   | 19                  | 42                  | 4                   | 2                   | 2                   | 10                  | 24                  | 36                  | 6                   | 46                  | - UK: Ouro - EUA: Ouro - FRA: Platina |
| 2013 | Live at Rome Olympic Stadium - Lançamento: 29 de novembro de 2013 - Gravadora: Warner Bros., Helium-3 - Formato: CD+DVD, download digital | 36                  | 61                  | —                   | 34                  | 5                   | 81                  | 8                   | 31                  | —                   | 7                   | 26                  | —                   | 7                   | 22                  | —                   | 14                  | 115                 | - FRA: Platina                        |

## Compilações
| Ano  | Detalhes | Posição nas paradas | Posição nas paradas | Posição nas paradas | Posição nas paradas | Posição nas paradas | Posição nas paradas | Posição nas paradas | Posição nas paradas | Certificações |
| Ano  | Detalhes | UK                  | AUS                 | AUT                 | FRA                 | IRL                 | HOL                 | NOR                 | SUI                 | Certificações |
| ---- | --- | ------------------- | ------------------- | ------------------- | ------------------- | ------------------- | ------------------- | ------------------- | ------------------- | ------------- |
| 2002 | Hullabaloo Soundtrack - Lançamento: 30 de junho de 2002 - Gravadora: Taste/Mushroom - Formato: 2CD, 2SACD, 2CS | 10                  | 38                  | 27                  | 9                   | 11                  | 23                  | 26                  | 12                  | - UK: Ouro    |

## Box sets
| Título         | Detalhes                                                                              | Posição nas paradas | Posição nas paradas | Posição nas paradas | Posição nas paradas |
| Título         | Detalhes                                                                              | UK                  | ALE                 | ITA                 | HOL                 |
| -------------- | ------------------------------------------------------------------------------------- | ------------------- | ------------------- | ------------------- | ------------------- |
| Origin of Muse | - Lançamento: 6 de dezembro de 2019 - Gravadora: Helium 3/Warner - Formato: 9×CD+4×LP | 70                  | 48                  | 100                 | 58                  |

## EPs
| Ano  | Detalhes                                                                               |
| ---- | -------------------------------------------------------------------------------------- |
| 1998 | Muse - Lançamento: 1 de março de 1998 - Gravadora: Dangerous - Formato: CD             |
| 1999 | Muscle Museum - Lançamento: 11 de janeiro de 1999 - Gravadora: Dangerous - Formato: CD |
| 2000 | Random 1-8[A] - Lançamento: 4 de outubro de 2000 - Gravadora: Taste/Avex - Formato: CD |

## Demos
| Ano  | Detalhes                                                                   |
| ---- | -------------------------------------------------------------------------- |
| 1995 | This Is a Muse Demo - Gravadora: Geobell (independente) - Formato: Cassete |
| 1997 | Newton Abbot Demo[D] - Gravadora: independente - Formato: Cassete          |
| 1999 | 2 Tracks[D] - Gravadora: Mushroom - Formato: CD-R                          |

## Singles
| Ano                                                              | Canção                                     | Melhor posição | Melhor posição | Melhor posição | Melhor posição | Melhor posição | Melhor posição | Melhor posição | Melhor posição | Melhor posição | Melhor posição | Certificações                                               | Álbum                          |
| Ano                                                              | Canção                                     | UK             | AUS            | FRA            | IRL            | ITA            | HOL            | NOR            | SUI            | EUA Alt.       | EUA            | Certificações                                               | Álbum                          |
| ---------------------------------------------------------------- | ------------------------------------------ | -------------- | -------------- | -------------- | -------------- | -------------- | -------------- | -------------- | -------------- | -------------- | -------------- | ----------------------------------------------------------- | ------------------------------ |
| 1999                                                             | "Uno"                                      | 73             | —              | —              | —              | —              | —              | —              | —              | —              | —              |                                                             | Showbiz                        |
| 1999                                                             | "Cave"                                     | 52             | —              | —              | —              | —              | —              | —              | —              | —              | —              |                                                             | Showbiz                        |
| 1999                                                             | "Muscle Museum"                            | 25             | —              | —              | —              | —              | 100            | —              | —              | —              | —              |                                                             | Showbiz                        |
| 2000                                                             | "Sunburn"                                  | 22             | —              | —              | —              | —              | —              | —              | —              | —              | —              |                                                             | Showbiz                        |
| 2000                                                             | "Unintended"                               | 20             | —              | —              | —              | —              | 99             | 5              | —              | —              | —              |                                                             | Showbiz                        |
| 2001                                                             | "Plug In Baby"                             | 11             | 57             | 40             | 44             | 42             | 63             | —              | 88             | —              | —              | - UK: Ouro                                                  | Origin of Symmetry             |
| 2001                                                             | "New Born"                                 | 12             | —              | 65             | 35             | 39             | —              | —              | —              | —              | —              |                                                             | Origin of Symmetry             |
| 2001                                                             | "Bliss"                                    | 22             | —              | 87             | —              | —              | 70             | —              | —              | —              | —              |                                                             | Origin of Symmetry             |
| 2001                                                             | "Hyper Music/Feeling Good"                 | 24             | —              | —              | —              | —              | —              | —              | —              | —              | —              | - UK: Ouro                                                  | Origin of Symmetry             |
| 2002                                                             | "Dead Star/In Your World"                  | 13             | —              | 76             | 32             | —              | 69             | —              | —              | —              | —              |                                                             | Hullabaloo Soundtrack          |
| 2003                                                             | "Stockholm Syndrome"                       | 31             | —              | —              | —              | —              | —              | —              | —              | 31             | —              |                                                             | Absolution                     |
| 2003                                                             | "Time Is Running Out"                      | 8              | —              | 58             | 26             | 14             | 50             | —              | 38             | 9              | —              | - EUA: Ouro                                                 | Absolution                     |
| 2003                                                             | "Hysteria"                                 | 17             | 61             | 77             | —              | 31             | 92             | —              | —              | 9              | —              | - UK: Ouro                                                  | Absolution                     |
| 2004                                                             | "Sing for Absolution"                      | 16             | —              | 47             | 36             | 45             | 12             | —              | —              | —              | —              |                                                             | Absolution                     |
| 2004                                                             | "Butterflies and Hurricanes"               | 14             | —              | 70             | 38             | —              | 29             | —              | —              | —              | —              |                                                             | Absolution                     |
| 2006                                                             | "Supermassive Black Hole"                  | 4              | 34             | 51             | 16             | 9              | 39             | —              | 33             | 6              | —              | - EUA: Platina                                              | Black Holes and Revelations    |
| 2006                                                             | "Starlight"                                | 13             | 46             | 26             | 23             | —              | 52             | 10             | 30             | 2              | 101            | - EUA: Platina                                              | Black Holes and Revelations    |
| 2006                                                             | "Knights of Cydonia"                       | 10             | —              | —              | —              | —              | 91             | 20             | —              | 10             | —              | - EUA: Ouro                                                 | Black Holes and Revelations    |
| 2007                                                             | "Invincible"                               | 21             | —              | 89             | —              | —              | —              | —              | —              | —              | —              |                                                             | Black Holes and Revelations    |
| 2007                                                             | "Map of the Problematique"                 | 18             | —              | —              | —              | —              | —              | —              | —              | —              | —              |                                                             | Black Holes and Revelations    |
| 2009                                                             | "Uprising"                                 | 9              | 23             | 74             | 11             | 14             | 22             | 4              | 8              | 1              | 37             | - AUS: Ouro                                                 | The Resistance                 |
| 2009                                                             | "Undisclosed Desires"                      | 49             | 11             | —              | —              | 10             | 70             | —              | 21             | 4              | —              | - AUS: Platina                                              | The Resistance                 |
| 2010                                                             | "Resistance"                               | 38             | 72             | —              | —              | —              | 51             | —              | —              | 1              | 114            |                                                             | The Resistance                 |
| 2010                                                             | "Neutron Star Collision (Love Is Forever)" | 11             | 37             | —              | 35             | 10             | 25             | 10             | 36             | 14             | 77             | - ITA: Ouro                                                 | The Twilight Saga: Eclipse OST |
| 2012                                                             | "Survival"                                 | 22             | 72             | 18             | 68             | —              | 12             | —              | 40             | —              | —              |                                                             | The 2nd Law                    |
| 2012                                                             | "Madness"                                  | 25             | 82             | 14             | 74             | 9              | 43             | —              | 27             | 1              | 45             | - UK: Prata - EUA: 2× Platina - CAN: Platina - ITA: Platina | The 2nd Law                    |
| 2012                                                             | "Follow Me"                                | —              | —              | 56             | —              | —              | —              | —              | —              | 19             | —              |                                                             | The 2nd Law                    |
| 2013                                                             | "Supremacy"                                | 58             | —              | 84             | —              | —              | —              | —              | 58             | —              | —              |                                                             | The 2nd Law                    |
| 2013                                                             | "Panic Station"                            | —              | —              | 107            | —              | —              | —              | —              | —              | 2              | —              |                                                             | The 2nd Law                    |
| 2015                                                             | "Dead Inside"                              | 71             | —              | 23             | —              | —              | —              | —              | 53             | 1              | —              |                                                             | Drones                         |
| 2015                                                             | "Mercy"                                    | 126            | —              | 40             | —              | —              | —              | —              | —              | 10             | —              |                                                             | Drones                         |
| 2015                                                             | "Revolt"                                   | —              | —              | —              | —              | —              | —              | —              | —              | —              | —              |                                                             | Drones                         |
| 2016                                                             | "Aftermath"                                | —              | —              | —              | —              | —              | —              | —              | —              | —              | —              |                                                             | Drones                         |
| 2016                                                             | "Reapers"                                  | 127            | —              | 75             | —              | —              | —              | —              | 71             | —              | —              |                                                             | Drones                         |
| 2017                                                             | "Dig Down"                                 | —              | —              | 35             | —              | —              | —              | —              | 47             | 5              | —              |                                                             | Simulation Theory              |
| 2018                                                             | "Thought Contagion"                        | 76             | —              | 7              | —              | —              | —              | —              | 24             | —              | —              |                                                             | Simulation Theory              |
| 2018                                                             | "Something Human"                          | —              | —              | 17             | —              | —              | 26             | —              | 77             | 10             | —              |                                                             | Simulation Theory              |
| 2018                                                             | "The Dark Side"                            | —              | —              | 115            | —              | —              | —              | —              | 74             | —              | —              |                                                             | Simulation Theory              |
| 2018                                                             | "Pressure"                                 | 96             | —              | 165            | —              | —              | —              | —              | —              | —              | —              |                                                             | Simulation Theory              |
| 2022                                                             | "Won't Stand Down"                         | 56             | —              | 118            | —              | —              | —              | —              | 46             | —              | —              |                                                             | Will of the People             |
| 2022                                                             | "Compliance"                               | —              | —              | —              | —              | —              | —              | —              | —              | —              | —              |                                                             | Will of the People             |
| 2022                                                             | "Will of the People"                       | —              | —              | —              | —              | —              | —              | —              | —              | —              | —              |                                                             | Will of the People             |
| 2022                                                             | "Kill or Be Killed"                        | —              | —              | —              | —              | —              | —              | —              | —              | —              | —              |                                                             | Will of the People             |
| 2022                                                             | "You Make Me Feel Like It's Halloween"     | —              | —              | —              | —              | —              | —              | —              | —              | —              | —              |                                                             | Will of the People             |
| "—" Denota que a canção não entrou na tabela musical deste país. |                                            |                |                |                |                |                |                |                |                |                |                |                                                             |                                |

### Outras músicas
| Ano  | Canção                     | Posição nas paradas                                                    | Álbum                       |
| ---- | -------------------------- | ---------------------------------------------------------------------- | --------------------------- |
| 2001 | "Citizen Erased"           | - UK Singles Chart: #122                                               | Origin of Symmetry          |
| 2006 | "Assassin"                 | - UK Download Chart: #6                                                | Black Holes and Revelations |
| 2008 | "'Feeling Good" (Ao vivo)  | - UK Singles Chart: #77 - Singles Chart norueguês: #70                 | HAARP                       |
| 2009 | "United States of Eurasia" | - UK Singles Chart: #200                                               | The Resistance              |
| 2010 | "Exogenesis: Symphony"     | - Foi lançado como single em disco de vinil apenas nos Estados Unidos. | The Resistance              |
| 2015 | "Psycho"                   | - UK Singles Chart: #55 - Single promocional.                          | Drones                      |
| 2015 | "The Handler"              | - UK Singles Chart: #139                                               | Drones                      |
| 2016 | "Defector"                 | - SNEP: #85                                                            | Drones                      |
| 2018 | "Algorithm"                | - UK Singles Chart: #97 - SNEP: #137 - AFP: #93 - SUI: #52             | Simulation Theory           |
| 2018 | "Propaganda"               | - SNEP: #198 - AFP: #90                                                | Simulation Theory           |

## Álbuns de video
| Ano  | Detalhes do álbum |
| ---- | --- |
| 2002 | Hullabaloo: Live at Le Zenith, Paris - Lançamento: 1 de julho de 2002 - Gravadora: Taste/Mushroom - Formato: 2DVD, VHS |
| 2005 | Absolution Tour - Lançamento: 12 de dezembro de 2005 - Gravadora: Taste/Warner Bros. - Formato: DVD                    |
| 2008 | HAARP - Lançamento: 17 de março de 2008 - Gravadora: Helium-3 - Formato: CD+DVD, DL                                    |

## Videoclipes
| Ano  | Canção                                         | Diretor                              |
| ---- | ---------------------------------------------- | ------------------------------------ |
| 1999 | "Uno" (primeira versão)                        | Desconhecido                         |
| 1999 | "Uno" (segunda versão)                         | Desconhecido                         |
| 1999 | "Uno" (terceira versão)                        | Desconhecido                         |
| 1999 | "Muscle Museum"                                | Joseph Kahn                          |
| 2000 | "Sunburn"                                      | Nick Gordon                          |
| 2000 | "Unintended"                                   | Howard Greenhalgh                    |
| 2001 | "Plug In Baby"                                 | Howard Greenhalgh                    |
| 2001 | "New Born"                                     | David Slade                          |
| 2001 | "Bliss"                                        | David Slade                          |
| 2001 | "Hyper Music"                                  | David Slade                          |
| 2001 | "Feeling Good"                                 | David Slade                          |
| 2002 | "Dead Star"                                    | Thomas Kirk                          |
| 2002 | "In Your World"                                | Matt Askem                           |
| 2003 | "Stockholm Syndrome"                           | Thomas Kirk                          |
| 2003 | "Stockholm Syndrome" (versão americana)        | Patrick Daughters                    |
| 2003 | "Time Is Running Out"                          | John Hillcoat                        |
| 2003 | "Time Is Running Out" (versão americana)       | Thomas Kirk                          |
| 2003 | "Hysteria"                                     | Matt Kirby                           |
| 2003 | "Hysteria" (versão americana)                  |                                      |
| 2004 | "Sing for Absolution"                          | Ark VFX                              |
| 2004 | "Apocalypse Please"                            | Thomas Kirk                          |
| 2004 | "Butterflies & Hurricanes"                     | Thomas Kirk                          |
| 2006 | "Supermassive Black Hole"                      | Floria Sigismondi                    |
| 2006 | "Supermassive Black Hole" (versão alternativa) | Thomas Kirk                          |
| 2006 | "Knights of Cydonia"                           | Joseph Kahn                          |
| 2006 | "Starlight"                                    | Paul Minor                           |
| 2007 | "Invincible"                                   | Jonnie Ross                          |
| 2009 | "Uprising"                                     | Hydra                                |
| 2009 | "Undisclosed Desires"                          | Jonas et François                    |
| 2010 | "Resistance"                                   | Wayne Isham                          |
| 2010 | "Neutron Star Collision (Love Is Forever)"     | Anthony Mandler                      |
| 2010 | "MK Ultra"                                     | MTV Exit                             |
| 2012 | "The 2nd Law: Unsustainable"                   | Thomas Kirk                          |
| 2012 | "Madness"                                      | Anthony Mandler                      |
| 2012 | "The 2nd Law: Isolated System"                 | Thomas Kirk                          |
| 2012 | "Follow Me"                                    | Thomas Kirk                          |
| 2013 | "Supremacy"                                    | Terry Hall                           |
| 2013 | "Animals"                                      | Inês Freitas e Miguel Mendes         |
| 2013 | "Panic Station"                                | Muse                                 |
| 2015 | "Dead Inside"                                  | Robert Hales                         |
| 2015 | "Mercy"                                        | Sing J. Lee                          |
| 2015 | "Revolt"                                       | Guy Shelmerdine                      |
| 2015 | "Psycho"                                       | Tom Kirk e Simon Bennett             |
| 2015 | "The Handler"                                  | Tom Kirk, Simon Bennett e Tom Jantol |
| 2015 | "JFK + Defector"                               | Tom Kirk                             |
| 2016 | "Reapers"                                      | Tom Kirk                             |
| 2016 | "Aftermath"                                    | Tekken                               |
| 2017 | "Dig Down"                                     | Lance Drake                          |
| 2018 | "Thought Contagion"                            | Lance Drake                          |
| 2018 | "Something Human"                              | Lance Drake                          |
| 2018 | "The Dark Side"                                | Lance Drake                          |
| 2018 | "Pressure"                                     | Lance Drake                          |
| 2022 | "Won't Stand Down"                             | Jared Hogan                          |

## Aparições em outros projetos
| Ano  | Canção                                     | Título                                                        | Ref.   |
| ---- | ------------------------------------------ | ------------------------------------------------------------- | ------ |
| 1997 | "Balloonatic"                              | Helping You Back to Work Volume 1                             |        |
| 2001 | "New Born" (Remix de Paul Oakenfold)       | Swordfish: The Album                                          | [ 57 ] |
| 2002 | "House of the Rising Sun"                  | NME In Association With War Child Presents 1 Love             |        |
| 2007 | "Man of Mystery"                           | The Supermassive Selection                                    | [ 58 ] |
| 2008 | "Knights of Cydonia" (ao vivo)             | The Very Best of Later… Live With Jools Holland               | [ 59 ] |
| 2008 | "Knights of Cydonia" (ao vivo)             | The Green Owl Comp: A Benefit for the Energy Action Coalition | [ 60 ] |
| 2008 | "Supermassive Black Hole"                  | Twilight (soundtrack)                                         |        |
| 2009 | "I Belong to You"                          | The Twilight Saga: New Moon (soundtrack)                      |        |
| 2010 | "Neutron Star Collision (Love Is Forever)" | The Twilight Saga: Eclipse (soundtrack)                       |        |
| 2010 | "Map of the Problematique"                 | The Tourist                                                   |        |
| 2013 | "The 2nd Law: Isolated System"             | World War Z                                                   |        |
| 2013 | "Follow Me"                                | World War Z                                                   |        |